# Ніколсон (Міссісіпі)
Ніколсон (англ. Nicholson) — переписна місцевість (CDP) в США, в окрузі Перл-Рівер штату Міссісіпі. Населення — 2833 особи (2020).

## Географія
Ніколсон розташований за координатами 30°29′15″ пн. ш. 89°41′53″ зх. д. / 30.48750° пн. ш. 89.69806° зх. д. (30.487554, -89.698167).  За даними Бюро перепису населення США в 2010 році переписна місцевість мала площу 16,52 км², з яких 15,93 км² — суходіл та 0,59 км² — водойми.

## Демографія
Згідно з переписом 2010 року, у переписній місцевості мешкали 3092 особи в 1182 домогосподарствах у складі 805 родин. Густота населення становила 187 осіб/км².  Було 1376 помешкань (83/км²).
Расовий склад населення:
| - 83,8 % — білих - 10,0 % — чорних або афроамериканців - 0,6 % — азіатів - 0,4 % — корінних американців - 2,1 % — осіб інших рас |

До двох чи більше рас належало 3,0 %. Частка іспаномовних становила 6,1 % від усіх жителів.
За віковим діапазоном населення розподілялося таким чином: 26,3 % — особи молодші 18 років, 60,8 % — особи у віці 18—64 років, 12,9 % — особи у віці 65 років та старші. Медіана віку мешканця становила 36,5 року. На 100 осіб жіночої статі у переписній місцевості припадало 100,1 чоловіків;  на 100 жінок у віці від 18 років та старших — 96,4 чоловіків також старших 18 років.
Середній дохід на одне домашнє господарство  становив 34 710 доларів США (медіана — 24 549), а середній дохід на одну сім'ю — 38 408 доларів (медіана — 29 426). Медіана доходів становила 31 909 доларів для чоловіків та 19 493 долари для жінок. За межею бідності перебувало 45,2 % осіб, у тому числі 69,1 % дітей у віці до 18 років та 0,0 % осіб у віці 65 років та старших.
Цивільне працевлаштоване населення становило 971 осіб. Основні галузі зайнятості: мистецтво, розваги та відпочинок — 17,2 %, роздрібна торгівля — 15,6 %, освіта, охорона здоров'я та соціальна допомога — 15,0 %, науковці, спеціалісти, менеджери — 14,6 %.